# Michèle Kirry
Michèle Kirry, née le 30 septembre 1960 à Troyes (Aube), est une haute fonctionnaire française. 
Préfète d'Ille-et-Vilaine et de la Région Bretagne de novembre 2018 à novembre 2020, elle est nommée le 31 octobre 2020 par le Conseil des ministres présidente du Conseil supérieur de l’appui territorial et de l'évaluation, à compter du 16 novembre 2020.

## Biographie

### Famille
Michèle Suzanne Yvette Cot naît le 30 septembre 1960 à Troyes, dans l'Aube, du mariage de Jean Cot, général d'armée et de Marguerite Zonca. Ses grands-parents étaient agriculteurs
Le 15 juillet 1983, elle épouse Antoine Kirry, avocat. De ce mariage, sont nés trois enfants.

### Formation
Après des études au lycée Fustel-de-Coulanges de Strasbourg, elle est diplômée de l'Institut d'études politiques de Strasbourg en 1981 et licenciée en droit. 
En 1989-1990, elle quitte son emploi au ministère de l'Économie et des Finances afin de poursuivre des études à l'université de New York, où elle valide un master en sciences politiques.

### Parcours au sein de la fonction publique
À l'issue de ses études en janvier 1983, elle est nommée attachée d'administration centrale au ministère de l'Économie et des Finances où elle reste jusqu'en 1989 avant son départ aux Etats-Unis. À son retour, elle intègre  la promotion Gambetta (1991-1993) de l'École nationale d'administration. En 1993, elle sort de l'ENA dans le corps des administrateurs civils. Affectée au ministère de l'Intérieur, elle est chargée de mission auprès du préfet tout en étant secrétaire générale de la région Île-de-France, chargée des politiques sociales. En avril 1995, elle est nommée chef de bureau à la Direction générale des collectivités locales (DGCL) au ministère de l'Intérieur. En septembre 1997, elle est mise à disposition du Conseil d'État en qualité d'auditeur. En septembre 1999, elle est nommée chef du bureau des élections et des études politiques du ministère de l'Intérieur. En septembre 2002, elle est nommée sous-directrice des élus locaux et de la fonction publique territoriale (DGCL) puis sous-directrice des personnels, toujours au même ministère. En janvier 2009, elle est nommée directrice des ressources humaines du ministère de la Santé, des Affaires sociales, de la Jeunesse et des sports. Le 26 novembre 2012, elle est nommée préfète de la Nièvre, dont elle est titularisée en 2014. Elle devient préfète hors-cadre en octobre de cette année-là. En février 2015, elle est nommée directrice des ressources et des compétences de la Police nationale, à la direction générale de la Police nationale. Elle y reste deux ans, puis en mai 2017 est nommée chargée de mission auprès du secrétaire général du ministère de l’intérieur. Le 30 octobre 2018, elle est nommée préfète de la région Bretagne. En tant que préfète de cette région, elle est également préfète de la zone de défense et de sécurité Ouest, ainsi que préfète du département d'Ille-et-Vilaine. En octobre 2020, elle sera nommée présidente du Conseil supérieur de l’appui territorial et de l'évaluation à partir du 16 novembre et donc annoncée sur le départ de son poste de préfet,.

## Prises de positions
Le 10 mai 2017, Michèle Kirry est nommée présidente du jury du concours d’entrée de l’ENA. Dans son rapport, « elle se montre très critique sur l’uniformité des candidats, appelés à devenir l’élite administrative de la Nation. Elle déplore leur uniformité, leur manque d’originalité, leur incapacité à réfléchir par eux-mêmes, leur « frilosité » qui les empêche de « proposer une vision personnelle du sujet ». Elle invite les futurs fonctionnaires au « courage qui consiste à faire une analyse personnelle », loin des « raisonnements formatés ». ».
En 2019, elle s'oppose à un arrêté du maire de Langouet interdisant les pesticides sur sa commune, considérant l'interdiction d'utilisation de produits phytosanitaires comme étant une compétence du ministère de l'Agriculture,.
Féministe, elle déclare être contre la méthode des quotas et de la discrimination positive dans les nominations au sein de la fonction publique, considérant que « nous voulons être nommées parce que nous sommes compétentes et non parce que nous sommes des femmes ».
Elle considère que le mouvement des Gilets jaunes « dit à l'origine quelque chose du sentiment de relégation d’une partie de la population, notamment celle qui, tout en travaillant, a du mal à faire face aux fins de mois ». Elle condamne les exactions et destructions qui s'en sont ensuivi.

## Récompenses et distinctions

### Décorations
- Officier de la Légion d'honneur
- Officier de l'ordre national du Mérite
- Médaille d'honneur de la santé et des affaires sociales, or[16]
- Médaille de la sécurité intérieure, argent[17]
- Médaille d'honneur de la Police nationale, échelon argent

Le 15 mai 2000, Michèle, Suzanne, Yvette Kirry, née Cot, est nommée chevalier de l'ordre national du Mérite au titre de « administratrice civile au ministère ; 17 ans de services civils » et promue officier le 14 mai 2014 au titre de « préfète de la Nièvre ».
Le 11 juillet 2008, Michèle, Suzanne, Yvette Kirry, née Cot, est nommée chevalier de l'ordre national de la Légion d'honneur au titre de « sous-directrice au ministère ; 26 ans de services civils » et promue officier le 13 juillet 2019 au titre de « préfète de la région Bretagne, préfète de la zone de défense et de sécurité Ouest, préfète d'Ille-et-Vilaine ».
Le 26 mars 2012, Michèle Kirry reçoit la médaille d'honneur de la santé et des affaires sociales, échelon or, en tant que directrice des ressources humaines des ministères sociaux et donc membre du comité de la médaille d'honneur de la santé et des affaires sociales.
Le 5 avril 2017, Michèle Kirry reçoit, par arrêté ministériel, la médaille d'honneur de la police nationale échelon argent à titre exceptionnel.

### Grades
Michèle Kirry est radiée du corps des administrateurs civils et titularisée en qualité de préfète le 3 juin 2014 puis nommée « préfète hors-cadre » le 10 octobre 2014 et « préfète hors-classe » le 3 février 2020.